# Tablilla de Saint-Cyr
La tablilla de Saint-Cyr es un instrumento criptográfico compuesto por una tablilla oblonga en la que se ha pegado (o se ha escrito en la misma) el conjunto de los caracteres del alfabeto, a la misma se adjunta una tira de papel del doble de longitud de la ocupada por los caracteres antes mencionados y en la cual están escritos, por dos veces, estos caracteres. Esta cinta de papel se introduce en la tablilla (idealmente construida a base de madera o cartulina, materiales que tengan una cierta rigidez) a través de dos ranuras practicadas en extremos opuestos de la misma. Esta cinta se hace coincidir con el conjunto de caracteres de la tablilla de modo que haya una coincidencia entre cada carácter de la tablilla y cada carácter de la cinta corrediza. De este modo puede emplearse para realizar un cifrado por sustitución, considerando a los caracteres de la tablilla como el texto llano y a sus equivalentes de la cinta como texto cifrado.
Es muy importante que los alfabetos sucesivos recogidos en la cinta corrediza lo hagan ambos en el mismo orden, ya que en caso contrario podría darse el caso de que el mismo carácter representara a dos distintos, con las consiguientes confusiones. Pero el orden de los caracteres en la cinta corrediza no tiene por qué coincidir con el de los caracteres en la tablilla, caso de hacerlo, sería un instrumento que permitiría realizar un Cifrado César. Por lo demás, el empleo de alfabetos desordenados no supone ninguna variación significativa.
Esta tablilla no es sino una transposición longitudinal del mismo principio del Disco de Alberti, al igual que el disco puede emplearse para llevar a cabo un cifrado de Vigenère.
El origen de la denominación dada a este instrumento proviene de haber sido adoptado en primer lugar, al parecer, en la Academia militar francesa de tal nombre.